# W hołdzie dla Nowego Jorku
W hołdzie dla Nowego Jorku – wielkoformatowe dzieło sztuki autorstwa Jeana Tinguely'ego z 1960 roku. Przez samego autora nazywane Symulakrum katastrofy.

## Opis
W 1960 roku szwajcarski artysta Jean Tinguely stworzył asamblaż złożony z mechanicznych elementów znalezionych na złomie w New Jersey, takich jak koła rowerowe, piły, klaksony, silniki, maszyny, balon meteorologiczny, wanna, pianino, miniaturowy gokart oraz innych. Całość pomalował na biało i powiązał w spójny mechanizm napędzany silnikiem, przy którym współpracował z inżynierem Billym Klüverem i szeregiem innych osób. Wieczorem 17 marca 1960 roku w Ogrodzie Rzeźb Abby Aldrich Rockefeller przy Museum of Modern Art w Nowym Jorku, uruchomiona przez Tinguely'ego rzeźba dokonała samozniszczenia. Spektakularnemu wydarzeniu towarzyszyło nadmuchiwanie się i pękanie balonów, wystrzelenie kolorowego dymu, stłuczenie butelek czy wykonanie przez maszynę obrazów a następnie ich zniszczenie. Ten ostatni element Tinguely wykorzystał już w swojej wcześniejszej meta-matycznej maszynie malującej. Wydarzeniu akompaniowały odgłosy metalowych bębnów, dźwięki pianina i nagranych głosów. Pod koniec samozagłady fragment maszyny ranił członka ekipy filmowej, dlatego paląca się instalacja została ostatecznie ugaszona przez czuwającą przy wydarzeniu straż pożarną. Performance oglądało 250 osób, w tym gubernator stanu Nowy Jork a zarazem prezes MoMA Nelson Rockefeller.
W literaturze dzieło nazywane jest asamblażem, instalacją albo rzeźbą kinetyczną. Samozniszczenie rzeźby niesie w sobie istotny element performatywny. Sam artysta określił swoją pracę słowami: To maszyna... to rzeźba, to obraz... to piosenka, to akompaniator, to poeta, to deklaracja - ta maszyna to sytuacja.

## Kontekst
Jean Tinguely reprezentował ruch artystyczny zwany nowym realizmem, który zawiązał się oficjalnie 27 października 1960 roku. Tego samego dnia ruch się rozwiązał, ale powiązani z nim artyści realizowali jego założenia. Nowi realiści nawiązywali w swojej sztuce do przedwojennej awangardy. Byli porównywani z neodadaistami. Kiedy Jean Tinguely przyjechał do Nowego Jorku, zwrócił się o pomoc przy tworzeniu instalacji do Marcela Duchampa, pioniera awangardy z drugiej dekady XX wieku, z którym poznał się już wcześniej w Paryżu. Duchamp wraz z żoną Teeny byli także świadkami samozgłady Symulakrum katastrofy.
Teatralność była istotnym elementem sztuki nowych realistów. Pozornie dopasowywali się oni do zastanej estetyki społeczeństwa konsumpcyjnego, w której sztuczne kreowanie potrzeby i zachowania odgrywają coraz większą rolę. Na głębszym poziomie można interpretować twórczość ruchu jako ironiczną krytykę konsumpcjonizmu. Jego ważnym dokonaniem była też zmiana odbioru muzeum jako miejsca prezentowania sztuki. Dotychczas dzieła były prezentowane w muzeach w sposób neutralny, pozwalając się podziwiać widzom. Instalacje takie jak W hołdzie dla Nowego Jorku angażowały odbiorcę w doświadczanie sztuki, wymuszały wręcz interakcję z nią. Inni paryscy artyści tego okresu wyszli ze swoją twórczością na ulice Paryża (por. Mur z beczek. Żelazna kurtyna aut. Christo i Jeanne-Claude).
Billy Klüver, inżynier z Bell Labs asystujący przy tworzeniu instalacji przedstawił jej własną interpretację w eseju opublikowanym tydzień po jej samozagładzie. Według niego, pokaz Tinguely'ego wyrażał mijającą chwilę. W szerszym kontekście jest to moment naszej historii, kiedy przemija epoka maszyn a rozkwita era atomowa. Rachel Wolff, publicystka związana z The New York Times podkreśla, że Tinguely nie tylko dokonał zniszczenia dzieła, ale wcześniej ożywił je z porzuconych już, zniszczonych elementów.
Fragment instalacji został podarowany przez artystę Musem of Modern Art i jest eksponowany w sali nr 405 tamże. Inny fragment maszyny jest w posiadaniu Museum Tinguely w Bazylei. Dysponuje ono też nagraniem autorstwa D.A. Pennebakera z wydarzenia, które jest udostępniane również przez MoMA. W hołdzie dla Nowego Jorku zostało odtworzone, a następnie ponownie zniszczone przez Museum Tinguely w 2010 roku, z okazji 50. rocznicy performance'u. W kolejnym roku wydarzenie okolicznościowe zorganizował także Instytut Szwajcarski w Nowym Jorku. Oprócz Symulakrum katastrofy, omawiano również samoniszczące się dzieła innych artystów. Zaprezentowano wpływ maszyny Tinguely'ego oraz postawiono tezę o stworzeniu przez niego nowego rodzaju sztuki. 